# Salman Al-Faraj
Salman Mohammed Mohammed Al-Faraj (en árabe: سلمان محمد محمد الفرج‎; Medina, 1 de agosto de 1989), más conocido como Salman Al-Faraj, es un futbolista saudí que juega en el Neom S. C. de su país.

## Selección nacional

### Participaciones en Copas del Mundo
| Mundial                        | Sede  | Resultado    | Partidos | Goles |
| ------------------------------ | ----- | ------------ | -------- | ----- |
| Copa Mundial de Fútbol de 2018 | Rusia | Primera fase | 3        | 1     |
| Copa Mundial de Fútbol de 2022 | Catar | Primera fase | 1        | 0     |

### Goles internacionales
| Goal | Fecha                   | Lugar                                           | Oponente       | Gol | Resultado | Competición                                          |
| ---- | ----------------------- | ----------------------------------------------- | -------------- | --- | --------- | ---------------------------------------------------- |
| 1.   | 3 de septiembre de 2015 | King Abdullah Sports City, Yeda, Arabia Saudita | Timor Oriental | 4-0 | 7-0       | Clasificación para la Copa Mundial de Fútbol de 2018 |
| 2.   | 9 de mayo de 2018       | Estadio Ramón de Carranza, Cádiz, España        | Argelia        | 1-0 | 2-0       | Amistoso                                             |
| 3.   | 25 de junio de 2018     | Volgogrado Arena, Volgogrado, Rusia             | Egipto         | 1-1 | 2-1       | Copa Mundial de Fútbol de 2018                       |
| 4.   | 14 de noviembre de 2019 | Estadio Pakhtakor Markaziy, Taskent, Uzbekistán | Uzbekistán     | 1-1 | 2-3       | Clasificación para la Copa Mundial de Fútbol de 2022 |
| 5.   | 14 de noviembre de 2019 | Estadio Pakhtakor Markaziy, Taskent, Uzbekistán | Uzbekistán     | 2-2 | 2-3       | Clasificación para la Copa Mundial de Fútbol de 2022 |
| 6.   | 15 de junio de 2021     | Mrsool Park, Riad, Arabia Saudita               | Uzbekistán     | 1-0 | 3-0       | Clasificación para la Copa Mundial de Fútbol de 2022 |
| 7.   | 15 de junio de 2021     | Mrsool Park, Riad, Arabia Saudita               | Uzbekistán     | 2-0 | 3-0       | Clasificación para la Copa Mundial de Fútbol de 2022 |